# حضارة دونغ سون

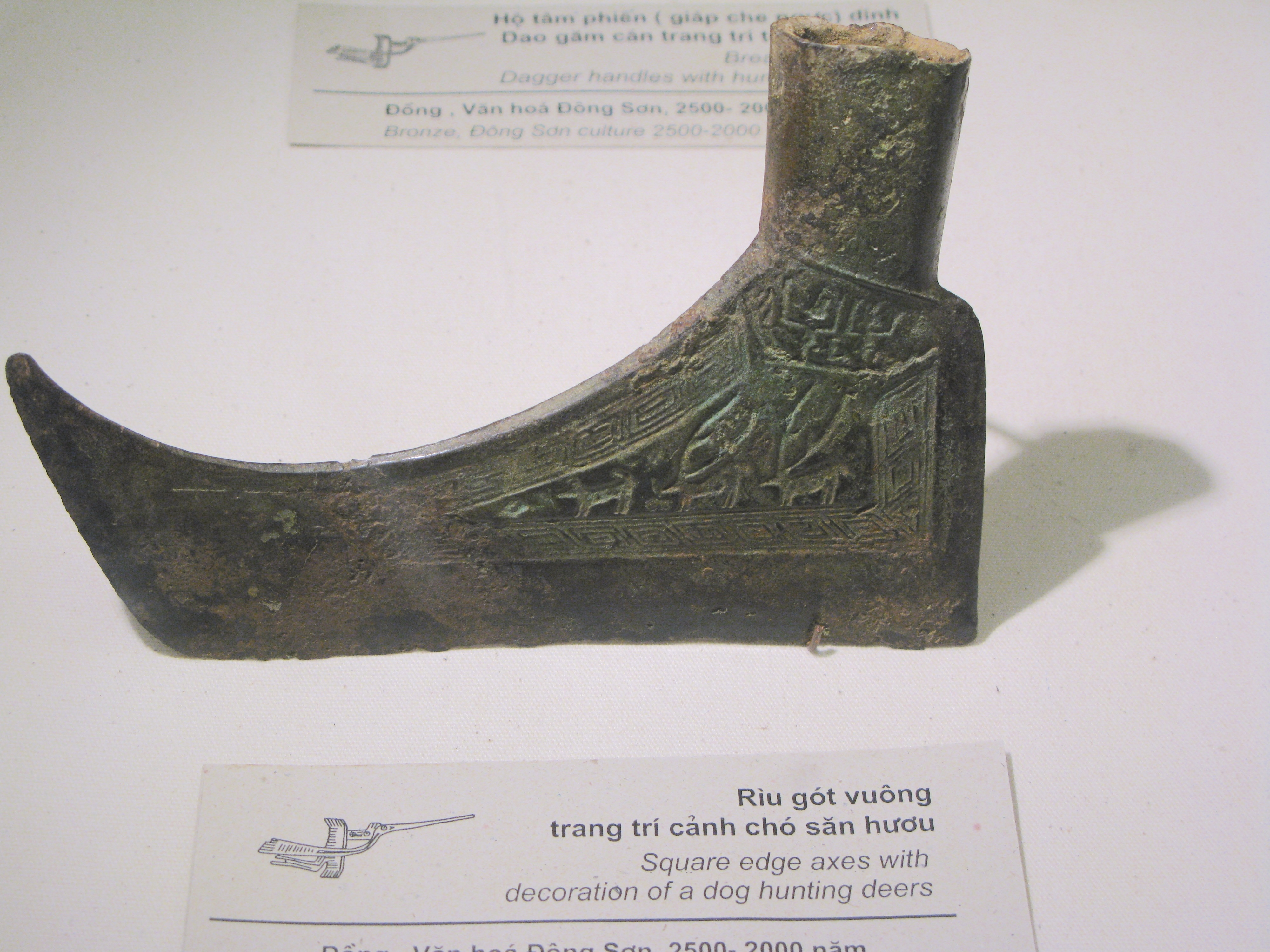
فأس دونغ سون

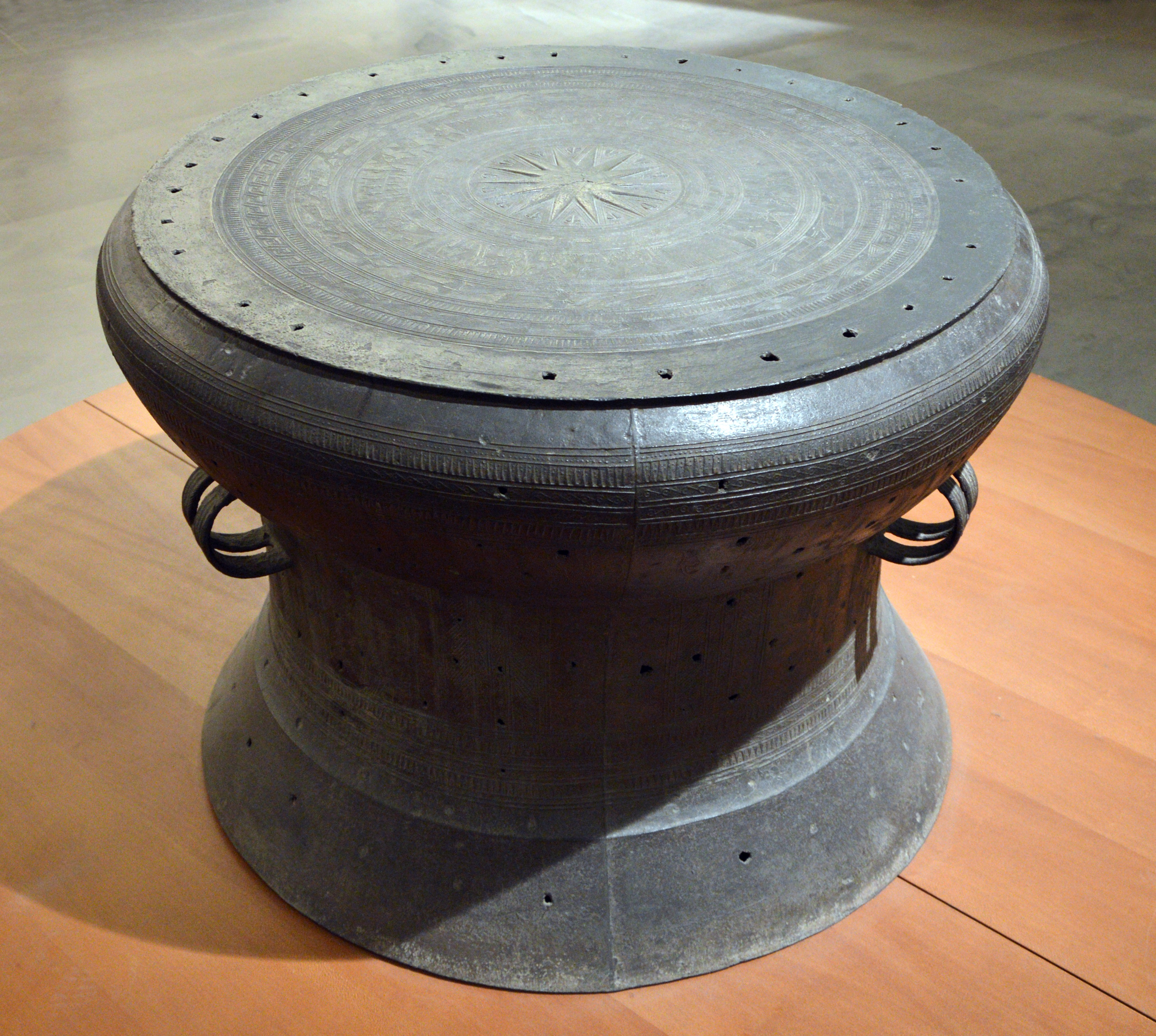
طبلة دونغ سون من سونغ دا، مونغ لاي، فيتنام. حضارة دونغ سون الثاني. منتصف الألف الأول قبل الميلاد. برونزية.

حضارة دونغ سون أو حضارة لاك فيت (سميت على اسم القرية الحديثة أونغ سون ‏، وهي قرية في ثانه هوا الفيتنامية ) كانت حضارة العصر البرونزي في فيتنام القديمة المتمركزة في وادي النهر الأحمر في شمال فيتنام من 1000 قبل الميلاد حتى القرن الأول الميلادي. :207 يعزو المؤرخون الفيتناميون الحضارة إلى دولتي فان لانج وآو لاك ‏. امتد نفوذها إلى أجزاء أخرى من جنوب شرق آسيا، بما في ذلك منطقة جنوب شرق آسيا البحرية، من حوالي 1000 قبل الميلاد إلى 1 قبل الميلاد.
وكان شعب دونغ سون ماهرين في زراعة الأرز، وتربية جاموس الماء والخنازير، وصيد الأسماك، والإبحار في زوارق النقيرة. وكانوا أيضًا ماهرين في سبك البرونز، وهو ما يتضح من طبلة دونغ سون الموجودة على نطاق واسع في جميع أنحاء شمال فيتنام وجنوب الصين.
إلى الجنوب من حضارة دونغ سون كانت توجد حضارة سا هونه ‏ من حضارة تشام البدائية.

## الهوية
تحدث سكان حضارة دونغ سون إما باللغة الأستروآسيوية  أو لغات تاي الشمالية ‏، أو كانوا من المتحدثين باللغة الأستروآسيوية وكان لديهم اتصال واختلاط كبير مع المتحدثين بالتاي.
أثبت علم الوراثة الأثرية أنه قبل فترة دونغ سون، كان سكان دلتا النهر الأحمر في الغالب من الأستروآسيويين. أظهرت البيانات الجينية من موقع دفن مان باك ‏ من حضارة فونغ نغوين ‏ في فيتنام قربها من المتحدثين الأستروآسيويين المعاصرين مثل الخمير والملابري؛ في هذه الأثناء، أظهر "علم الوراثة المختلط" من موقع Núi Nấp التابع لحضارة دونغ سون تقاربًا مع «الداي من الصين، ومتحدثي تاي كاداي من تايلاند، والمتحدثين الأستروآسيويين من فيتنام، بما في ذلك الفييت».
أظهر فيرلس (2009) أن اختراعات المدقة والمجذاف والمقلاة لطهي الأرز اللزج، وهي السمة الرئيسة لحضارة أونغ سون، تتوافق مع إنشاء قواميس جديدة لهذه الاختراعات في شمال فيتنام (فيت–مونغ) ووسط فيتيك (كوي-توم). وقد ثبت أن المفردات الجديدة للدلالة على هذه الاختراعات مشتقة من أفعال أصلية وليست عناصر معجمية مستعارة. يتوافق التوزيع الحالي لشمال فيتنام أيضًا مع منطقة حضارة دونغ سون. وهكذا، استنتج فيرلوس أن الحضارة الدونغسونية كانت من أصل فيتي ‏ وكانوا الأسلاف المباشرين للشعب الفيتنامي الحديث.

## الأصول

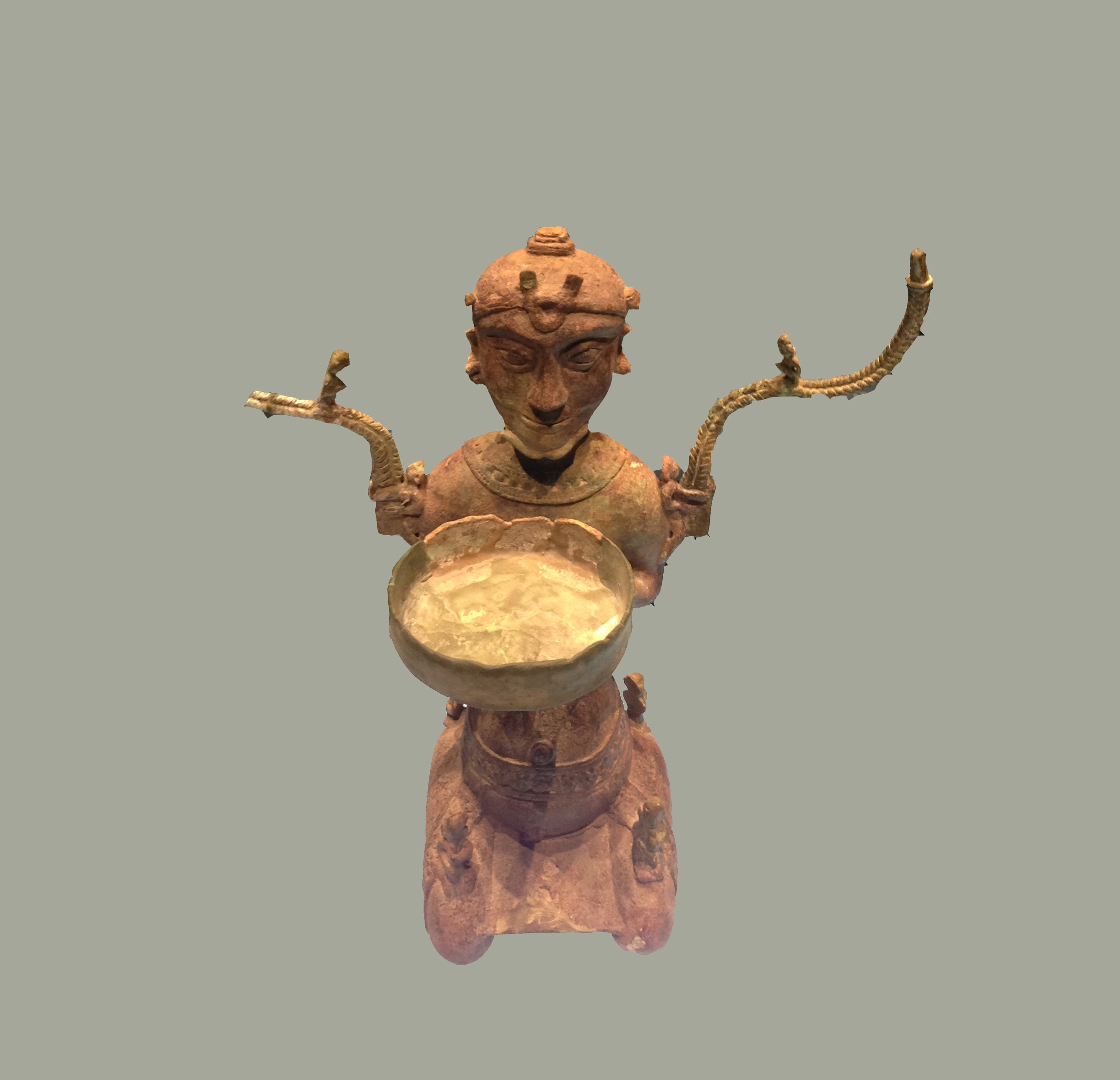
تمثال صغير من البرونز، من حضارة دونغ سون، المعروف باسم "الرجل الراكع"

يمكن إرجاع أصول حضارة دونغ سون إلى المسبوكات البرونزية القديمة. يتتبع العلماء تقليديًا أصول تقانة سبك البرونز إلى الصين، ولكن خلال الاكتشافات الأثرية في سبعينيات القرن الماضي في إيسان بتايلاند، وجدت أن سبك البرونز إما بدأ في جنوب شرق آسيا أولاً ثم انتشر إلى الصين، أو أنها طورت هذه الممارسة بشكل مستقل عن الصين. وبالتالي فإن صناعة البرونز دونغ سون لها أصل محلي في جنوب شرق آسيا ولم تقدم عن طريق الهجرات خارج الصين. أدت حضارة غو مون ‏ إلى ظهور حضارة دونغ سون؛ كان دونغ سون ذروة العصر البرونزي والمرحلة الافتتاحية للعصر الحديدي.
كانت الطبول البرونزية تستخدم في الحرب، «يستدعي الزعيم محاربي القبيلة بقرع الطبول»، وأثناء الحداد، وأثناء الأعياد. «إن المشاهد الملقاة على الطبول ستخبرنا أن قادة دونغ سون تمكنوا من الوصول إلى المؤسسين البرونزيين ذوي المهارات الرائعة.» استند السبك بالشمع المفقود إلى مؤسسين صينيين، لكن المشاهد محلية، بما في ذلك قارعي الطبول والموسيقيين الآخرين، والمحاربين، ومعالجة الأرز، والطيور، والغزلان، والسفن الحربية، والتصميمات الهندسية.:200–202
صُنعت الطبول البرونزية بنسب كبيرة في شمال فيتنام ولاوس وأجزاء من يونان. تُظهر طبول دونغ سون البرونزية «مهارة رائعة». تزن طبلة كو لوا ‏ 72 كيلوغرام (159 رطل) وكان سيتطلب صهر ما بين 1 و 7 طن متري (1.1 و 7.7 ton) من خام النحاس. :200
يمكن رؤية عروض سطح طبلة دونغ سون في بعض المؤسسات الحضارية في فيتنام.

## روابط خارجية
- حضارة دونغ سون (مجموعة صور)
- براميل من Selayar (مجموعة صور) نسخة محفوظة 2016-11-10 على موقع واي باك مشين.